# Dog Knows Everything
Dog Knows Everything (en hangul, 개소리; romanización revisada, Gaesori; literalmente, «Mierda») es una serie de televisión surcoreana escrita por Byeon Sook-kyeong, dirigida por Kim Yoo-jin y protagonizada por Lee Soon-jae, Kim Yong-gun, Ye Soo-jung, Im Chae-moo y Song Ok-sook. Se transmitió por el canal KBS2 desde el 25 de septiembre hasta el 31 de octubre de 2024, en horario de miércoles y jueves a las 21:50 (hora local coreana).

## Sinopsis
Un anciano se encuentra con un perro policía ya jubilado, Sophie. Ambos descubren un incidente misteriosos que ocurrió en la isla de Geoje. La serie describe una historia de crecimiento de cinco enérgicos ancianos con la ayuda de un perro.

## Reparto

### Principal
- Lee Soon-jae como Lee Soon-jae, padre de Ki-dong. Era un actor de gran prestigio en el país, hasta que un incidente durante el rodaje de una serie provoca una oleada de críticas contra él, que decide huir lo más lejos posible de Seúl, a la isla de Geoje. Allí conoce un viejo perro policía, cuyos ladridos suenan en su cabeza como si fueran palabras. Así comienzan a colaborar para desentrañar algunos hechos misteriosos sucedidos en la isla.[2][3]
- Bae Jeong-nam como la voz de Sophie, un perro policía retirado. Durante sus tres años de servicio ayudó a encontrar muchas pruebas; después fue retirado por lesiones y lo adoptó una oficial de policía, Hong Cho-won. Dado que vive en Geoje, se expresa en el dialecto de la provincia de Gyeongsang.[4]
- Kim Yong-gun como Kim Yong-gun, padre de Se-kyung. Es un actor nacional amado por todas las generaciones, que quiere convertirse en director de cine. Él y Soon-jae han sido amigos y colegas durante mucho tiempo, e incluso casi consuegros, y después pasaron a ser enemigos jurados. Al final acaban viviendo en Geoje bajo el mismo techo.[5][6]
- Ye Soo-jung como Ye Soo-jung, guionista de series televisivas. Se hizo famosa con su primera obra, pero su último éxito se remonta a doce años atrás. Tiene una personalidad obstinada y malhablada, habla informalmente con cualquiera y lo insulta. Viaja a la isla de Geoje para escribir un guion y se queda con los mayores, quedando atrapada en el incidente.[5][6][7]
- Lim Chae-mu como Lim Chae-mu, exdirector de iluminación, una persona ingenua, sensible y honesta. Tras la jubilación, sueña con convertirse en youtuber.[5][6][8]
- Song Ok-sook como Song Ok-sook, exmaquilladora en un canal de televisión. Cuando va a Geoje para visitar a los colegas con los que ha trabajado muchos años, acaba viéndose involucrada en una serie de eventos inesperados.[5][6]

### Secundario

#### Entorno de Soon-jae
- Park Sung-woong como Lee Ki-dong, desempleado, el único hijo de Lee Soon-jae, al que evita pese a vivir en la misma isla. Es un hombre indeciso y falto de voluntad.[9][10][11]
- Kim Ji-young como Hong Eun-ha, propietaria de un restaurante de fideos con anchoas, Eunha Noodles, y madre de Cho-won. De personalidad sencilla y tranquila, ella y su hija se llevan como si fueran amigas. Sin embargo, esconde un secreto que no puede contarle ni siquiera a esta.[10][11]
- Yeonwoo como Hong Cho-won, la hija de Eun-ha, oficial de policía que adopta a Sophie, un perro policía retirado.[9][11][12]
- Lee Soo-kyung como Kim Se-kyung, médica dermatóloga, la hija menor de Kim Yong-gun, con el que discute a menudo aunque se preocupan mucho el uno por el otro. Por otro lado, tiene también una relación complicada con Soon-jae. Fue novia de Ki-dong.[10][11]
- Kim Ra-on como Yongbin.

#### Otros
- Tae Hang-ho como Yook Dung-joo, detective del equipo 1 de homicidios de la comisaría de policía de Geoje Yeondeok, un hombre rudo y capaz.[13]
- Lee Jong-hyuk como Kim Cheol-seok, el representante de Soon-jae. Detrás de su tono directo esconde un corazón cálido, y ayuda como puede a aquel, aunque no se ahorra algún comentario sarcástico.[14]
- Kim Ki-doo como Park Yeong-chun, detective de homicidios, detective del equipo 1 de homicidios de la comisaría de Geoje Yeondeok.
- Gongchan como Kang Min-woo, trabaja a tiempo parcial en el café Pacific.[15]
- Nam Yoon-soo como Hyeon-ta, miembro del grupo masculino OTT y actor popular, acusado injustamente de asesinar a su novia.[15][16]
- Han Ye-ji como Baek Song-i, la novia de Hyeon-ta.[17]
- Son Byeong-ho como Park Geun-soo, empresario, exdirector del equipo de efectos especiales en una estación de radiodifusión.[18]
- Jeong Min-seong como el director Baek.
- Ryu Hae-jun como Park Oe-soo.
- Hwang Jeong-min como Yang Won-hee, que, decepcionado con sus hijos, deja toda su herencia a su gato (ep. 5-6).[18][19]
- Jung Bo-min como Hong Ji-soo, la hija adoptiva de Yang Won-hee (ep. 5-6).[18][19]
- Kim Ah-young como Jju-mi, la novia de Ha-yoon, que estaba enemistada con Kim Yong-gun (Aparición especial, ep. 11).[20][21]
- Lee Dong-won como Jeong Ha-yoon, el novio y asesino de Jju-mi.
- Lee Yu-jin como Son Myeong-ok, la novia que realiza la sesión de fotos de boda y se ve envuelta en un caso de asesinato.
- Seo Ji-seok como Hwang Bin.
- Go In-beom como Baek Won-man, que gestionaba el comedor de la estación de radiodifusión y que padece una enfermedad terminal, por lo que organiza su propio funeral para reunir a sus excompañeros.[20]
- Yeon Je-hyung como Hwang Jong-guk.
- Jang Ha-na como Hyeon-kyung, dueño del restaurante Octopus y ganador del primer premio de la lotería junto con dos amigos (ep. 9).[8]
- Lee Yu-mi como Bu Ja, ganador del primer premio de la lotería junto con dos amigos (ep. 9).[8]
- Go Yu-ri como Jin-ju, ganador del primer premio de la lotería junto con dos amigos (ep. 9).[8]
- Han Sang-bong como Yang Gyu-min, que muere asesinado (ep. 10).[22]
- Kim Heung-soo como Noh Soo-bong, sospechoso del asesinato de Gyu-min (ep. 10).[22]
- Song Tae-yoon como Kwak Man-se y su hermano gemelo Robin (ep. 10).[22]

## Producción
Dog Knows Everything fue seleccionada y patrocinada como contenido especializado OTT por el Ministerio de Cultura, Deportes y Turismo y la Agencia de Contenidos Creativos de Corea. Está escrita por Byun Sook-kyung, que firmó también otra comedia de situación en 2004, Nonstop 5, y dirigida por Kim Yoo-jin (director también de The Undateablesen 2018 y de La venganza de los otros, 2022).
El rodaje comenzó en Namhae en agosto de 2023. Se necesitó un tiempo para que el perro se adaptara a sus compañeros de reparto, que por lo demás llevan el mismo nombre de los actores que los interpretan.
El 5 de agosto de 2024 KBS anunció que la serie se emitiría desde el mes de septiembre. El 13 del mismo mismo distribuyó imágenes de la lectura del guion. Tres días después publicó fotogramas que muestran al protagonista Soon-jae con el perro Sophie. El 21 lanzó el primer avance en vídeo, y un día después el primer cartel.
El 24 de septiembre se llevó a cabo la presentación en línea de la producción, con la asistencia del director, todos los protagonistas y otros miembros del reparto. Durante la misma, Lee Soon-jae afirmó que aceptó el papel sin pensarlo dos veces, pese al extraño título, y que aunque ha habido otras series coreanas sobre mascotas, creía que esta era la primera en la que se producía esta comunicación entre el animal y los humanos para resolver un caso.

## Audiencia
| Temporada | Temporada | Episodio número | Episodio número | Episodio número | Episodio número | Episodio número | Episodio número | Episodio número | Episodio número | Episodio número | Episodio número | Episodio número | Episodio número | Promedio |
| Temporada | Temporada | 1               | 2               | 3               | 4               | 5               | 6               | 7               | 8               | 9               | 10              | 11              | 12              | Promedio |
| --------- | --------- | --------------- | --------------- | --------------- | --------------- | --------------- | --------------- | --------------- | --------------- | --------------- | --------------- | --------------- | --------------- | -------- |
|           | 1         | 709             | 658             | 599             | —               | 648             | 772             | 685             | 685             | 588             | 684             | 543             | 629             | N/A      |

| Episodio | Fecha de emisión         | Índices de audiencia (Nielsen Korea) | Índices de audiencia (Nielsen Korea) |
| Episodio | Fecha de emisión         | Nacional                             | Seúl                                 |
| --- | ------------------------ | ------------------------------------ | ------------------------------------ |
| 1 | 25 de septiembre de 2024 | 4,2 % (11.ª)                         | 4,0 % (11.ª)                         |
| 2 | 26 de septiembre de 2024 | 4,1 % (12.ª)                         | 3,8 % (12.ª)                         |
| 3 | 2 de octubre de 2024     | 3,5 % (17.ª)                         | 3,2 % (17.ª)                         |
| 4 | 3 de octubre de 2024     | 3,7 % (19.ª)                         | 3,4 % (17.ª)                         |
| 5 | 9 de octubre de 2024     | 4,0 % (18.ª)                         | 3,6 % (15.ª)                         |
| 6 | 10 de octubre de 2024    | 4,6 % (12.ª)                         | 3,9 % (13.ª)                         |
| 7 | 16 de octubre de 2024    | 3,9 % (16.ª)                         | 3,3 % (17.ª)                         |
| 8 | 17 de octubre de 2024    | 4,3 % (12.ª)                         | 3,7 % (14.ª)                         |
| 9 | 23 de octubre de 2024    | 3,8 % (17.ª)                         | 3,6 % (16.ª)                         |
| 10 | 24 de octubre de 2024    | 4,4 % (10.ª)                         | 3,8 % (14.ª)                         |
| 11 | 30 de octubre de 2024    | 3,3 % (17.ª)                         | 2,8 % (17.ª)                         |
| 12 | 31 de octubre de 2024    | 3,6 % (15.ª)                         | 3,2 % (19.ª)                         |
| Promedio | Promedio                 | 4,0 %                                | 3,5 %                                |
| - En la tabla superior, los números azules representan las calificaciones más bajas y los números rojos representan las más altas. |                          |                                      |                                      |